# David Goffin
David Goffin (Rocourt, 7 de dezembro de 1990) é um tenista profissional belga natural da cidade de Liège.
Em simples, tem 4 títulos e 8 vice-campeonatos no circuito ATP. Seu melhor resultado em grand slam, foi em Roland Garros 2016, onde chegou as quartas de final, perdendo para o austríaco Dominic Thiem.
Ele também já derrotou pelo circuito profissional de tênis a vários grandes tenistas, como: John Isner, Radek Štěpánek, Viktor Troicki, Milos Raonic, Jo-Wilfried Tsonga, Tomáš Berdych e Stan Wawrinka, além de Rafael Nadal e Roger Federer em um mesmo torneio, ATP finals 2017, sendo um dos poucos tenistas a conseguir tal feito. Atualmente reside em Monte Carlo e é o número um de seu país na Associação de Tenistas Profissionais. Possui mais de oito milhões de dólares em premiação.

## Carreira
David Goffin iniciou sua profissionalização em 2009 e ficou conhecido no circuito profissional de tênis após alcançar às oitavas de final do Torneio de Roland Garros em 2012, onde perdeu de virada para o suíço Roger Federer em quatro sets. Mas sua arrancada profissional aconteceu mesmo em 2014 com os títulos dos Challengers de Scheveningen, Poznan e Tampere, onde aproveitou o grande momento para ganhar seu primeiro título em simples no circuito ATP, que ocorreu em 2 de agosto de 2014 no ATP 250 de Kitzbühel na Áustria. Onde apesar da torcida contra, Goffin, então número 78 do ranking mundial, derrotou o tenista austríaco Dominic Thiem (então 50.º do mundo) por 2 sets a 1, e conquistou o título inédito.
Em 21 de setembro de 2014, Goffin chegou a mais uma final, a do ATP 250 de Metz na França, e com grande exibição levou o título da chave de simples após vencer o português João Sousa na final por 6-4 e 6-3. Esse foi o segundo título de simples no circuito ATP do tenista belga. A conquista no piso sintético francês rendeu ao belga em torno de 13 colocações, que o levaram ao 32º lugar no ranking mundial, o melhor da carreira até então. Antes seu ápice na lista da ATP aconteceu em 2012, quando chegou a figurar como o 42º melhor tenista do mundo.
Em 26 de outubro de 2014, Goffin ficou com um vice-campeonato de torneios nível ATP. E isso aconteceu no ATP 500 da Basileia, na Suíça, este um torneio disputado em quadras de piso duro. Onde ele perdeu o título da chave de simples por um duplo 6/2 para o suíço Roger Federer.
Em 14 de junho de 2015, mais uma vez foi vice-campeão de uma competição nível ATP. Mas dessa vez foi no ATP 250 de 's-Hertogenbosch, na Holanda, este um torneio jogado sobre a grama. Goffin perdeu o título da chave de simples em sets diretos para o tenista francês Nicolas Mahut.
Em agosto de 2015, exatamente um ano depois de disputarem a primeira final no circuito ATP, David Goffin E Dominic Thiem voltaram a se encontrar em uma final de chave de simples de torneio ATP. E se em 2 de agosto de 2014 Goffin havia triunfado no saibro do ATP 250 de Kitzbühel, já em 2 de agosto de 2015 foi a vez do austríaco Thiem se "vingar" e levar a melhor ao conquistar o ATP 250 de Gstaad, também jogado no saibro, pelas parciais de 7/5 e 6/2.

## ATP finais

### Simples: 3 (4 títulos, 1 vice)
| Legenda (Simples)                 |
| --------------------------------- |
| Grand Slam (0–0)                  |
| ATP World Tour Finals (0–0)       |
| ATP World Tour Masters 1000 (0–0) |
| ATP World Tour 500 Series (1–1)   |
| ATP World Tour 250 Series (3–0)   |

| Resultado | N. | Data             | Torneio                              | Piso     | Oponente      | Placar        |
| --------- | -- | ---------------- | ------------------------------------ | -------- | ------------- | ------------- |
| Campeão   | 1. | 2 Agosto 2014    | ATP de Kitzbühel, Kitzbühel, Áustria | Saibro   | Dominic Thiem | 4–6, 6–1, 6–3 |
| Campeão   | 2. | 21 Setembro 2014 | ATP de Metz, Metz, França            | Duro (i) | João Sousa    | 6–4, 6–3      |
| Vice      | 1. | 26 Outubro 2014  | Swiss Indoors, Basel, Suíça          | Duro (i) | Roger Federer | 2–6, 2–6      |
| Vice      | 2. | 14 Junho 2015    | Topshelf Open, Rosmalen, Holanda     | Grama    | Nicolas Mahut | 6–7(1–7), 1–6 |